# Малокам’янське сільське поселення
Малокам’янське сільське поселення — муніципальне утворення у складі Кам'янського району Ростовської області Росії.
Адміністративний центр поселення — хутір Мала Кам'янка.
Населення - 2027 осіб (2010 рік).

## Географія
Малокам’янське сільське поселення розташоване на правобережжі Сіверського Дінця при впадінні у нього річки Мала Кам’янка.

## Адміністративний устрій
До складу Малокам’янського сільського поселення входять:
- хутір Мала Кам'янка - 1866 осіб (2010 рік);
- хутір Акатновка - 71 особа (2010 рік);
- хутір Поповка - 90 осіб (2010 рік).

## Історія
1671 року засноване Кам'янське козацьке містечко, що було створено на лівому березі Сіверського Дінця напроти впливу до нього річки Мала Кам'янка, де тепер східна частина Верхньокрасного хутору.
У 1737 до 1817 року населення з колишньої лівобережної Кам'янської станиці переселялося на правий берег на місце сучасної Малої Кам'янки.